# Premio al Largo Servicio (Partido Nazi)
El Premio al Largo Servicio del Partido Nacionalsocialista (en alemán: Dienstauszeichnung der NSDAP) a veces llamado Premio al Servicio Largo del NSDAP, fue un premio político en forma de insignia del Partido Nacionalsocialista Obrero Alemán (Nationalsozialistische Deutsche Arbeiterpartei, abreviado NSDAP).

## Historia
El premio se otorgó en tres grados, de diez, quince y veinticinco años de servicio. En su reverso, en cada premio había grabado una inscripción en alemán: Treue für Führer und Volk ("Lealtad al Líder y al Pueblo"). El premio de servicio fue una cruz de cuatro puntas (Ordenskreuz) con brazos ligeramente curvados. En el centro de la cruz se encuentra el águila nacional con una corona de hojas de roble. Entre los brazos había rayos, que se suspendieron de una cinta de 30 mm. El 2 de abril de 1939, Adolf Hitler ordenó su institución para hombres y mujeres miembros del NSDAP que cumplían ciertos requisitos. El premio se entregó por primera vez el 30 de enero de 1940.
A pesar de que todo el movimiento nazi duró poco más de 25 años (1919-1945), los premios se hicieron mucho antes de que se completaran los años declarados de servicio real. Esto se debió a que el período entre 1925 y 1933 fue conocido por los nazis como Kampfzeit ("Tiempo de Lucha"). El tiempo de servicio para el premio se contabilizó el doble desde febrero de 1925 hasta enero de 1933. El servicio en cualquier organización o formación del Partido contó. El tiempo de servicio tenía que ser ininterrumpido, con excepciones para:
- Servicio militar obligatorio, que no excederá de dos años.
- Servicio militar contra el gobierno republicano en la Guerra Civil Española (1936 a 1939).
- Servicio militar alemán después de septiembre de 1939.[2]

## Premio a los 10 años
El premio al servicio de diez años fue el premio de tercera clase. Era una medalla de bronce que medía 43 mm y estaba suspendida de una cinta marrón oscura de 30 mm con dos franjas laterales blancas y estrechas. La inscripción del reverso se realizó en letras en relieve.

## Premio a los 15 años

Premio a los 15 años (plata).

Tenía el mismo diseño que el premio de 3.ª clase, pero se fundió en una placa de plata con esmalte azul oscuro en los brazos de la cruz de cuatro puntas y para la sección central dentro de la corona de hojas de roble. La inscripción del reverso era plata con letras de esmalte azul. La cinta de 30 mm era azul con dos franjas laterales estrechas de color gris plateado.

## Premio a los 25 años

Premio a los 25 años (oro).

La medalla al servicio de veinticinco años fue el premio de primera clase. Era del mismo diseño que el premio de 2.ª clase, pero la placa de oro se reemplazó por una placa de plata con esmalte blanco en los brazos de la cruz de cuatro puntas y para la sección central dentro de la corona de hojas de roble. La inscripción del reverso era dorada con letras de esmalte blanco. La cinta era de 30 mm y en rojo, con las franjas de borde blancas y una pequeña franja central dorada. Este grado fue en ocasiones otorgado póstumamente.
Cuando uno de estos premios fue otorgado a un hombre, se usó en la barra de la medalla del bolsillo izquierdo. Las mujeres que lo recibieron llevaban el premio como pedido de cuello o medalla de broche suspendida de una cinta de 15 mm. En la barra de cinta pequeña, la cinta tenía un pequeño águila nacional dentro de una corona en el color adecuado de la clase específica. Las tres clases de este premio fueron permitidas para ser usadas al mismo tiempo.
Las  Schutzstaffel (SS) y la policía alemana tenían un premio de servicio similar. El Premio al Largo Servicio en las SS se otorgó en grados de cuatro, ocho, doce y veinticinco años. El Premio al Largo Servicio en la Policía se otorgó en grados de ocho, dieciocho, veinticinco y cuarenta años (nunca otorgado). El premio de las fuerzas armadas alemanas, conocido como el Premio al largo servicio Wehrmacht, se otorgó por cuatro años (cuarta clase), doce años (tercera clase), 18 años (segunda clase), 25 años (primera clase) y 40 años (1939 clase especial).